# QF 4.5インチ榴弾砲
オードナンス QF 4.5インチ榴弾砲（英: Ordnance QF 4.5 inch howitzer）は、イギリスが設計した野戦用榴弾砲（Field howitzer）。第一次世界大戦において18ポンド野砲と共に広く用いられた。

## 概要
QF 4.5インチ榴弾砲はBL 5インチ榴弾砲を更新するために、第二次ボーア戦争の戦訓を取り入れて設計され、1908年に制式採用された。4.5インチ榴弾砲の駐退復座機は、当時のイギリス陸軍火砲としては一般的であった、クルップ社が開発したバネ圧復座式であるが、尾栓はイギリス陸軍の火砲としては初めて手動水平鎖栓式を用いている。
砲弾は弾頭装填後に所定量の火薬を充填した薬莢を装填する分離薬莢式であり、射程の細かな調整が可能であった。砲弾には榴弾と榴散弾、毒ガス弾などが製造されている。
初期型は木製の車輪を用いていたが、1920年代には車輪をソリッドラバータイヤに換装したMk 1R、後には空気入りゴムタイヤを取り付け、車軸とブレーキを換装したMk 1Pに改良されている。
第二次世界大戦ごろには、QF 18ポンド砲と共にQF 25ポンド砲への更新がすすめられ、大戦終結時点で退役した。

## 実戦

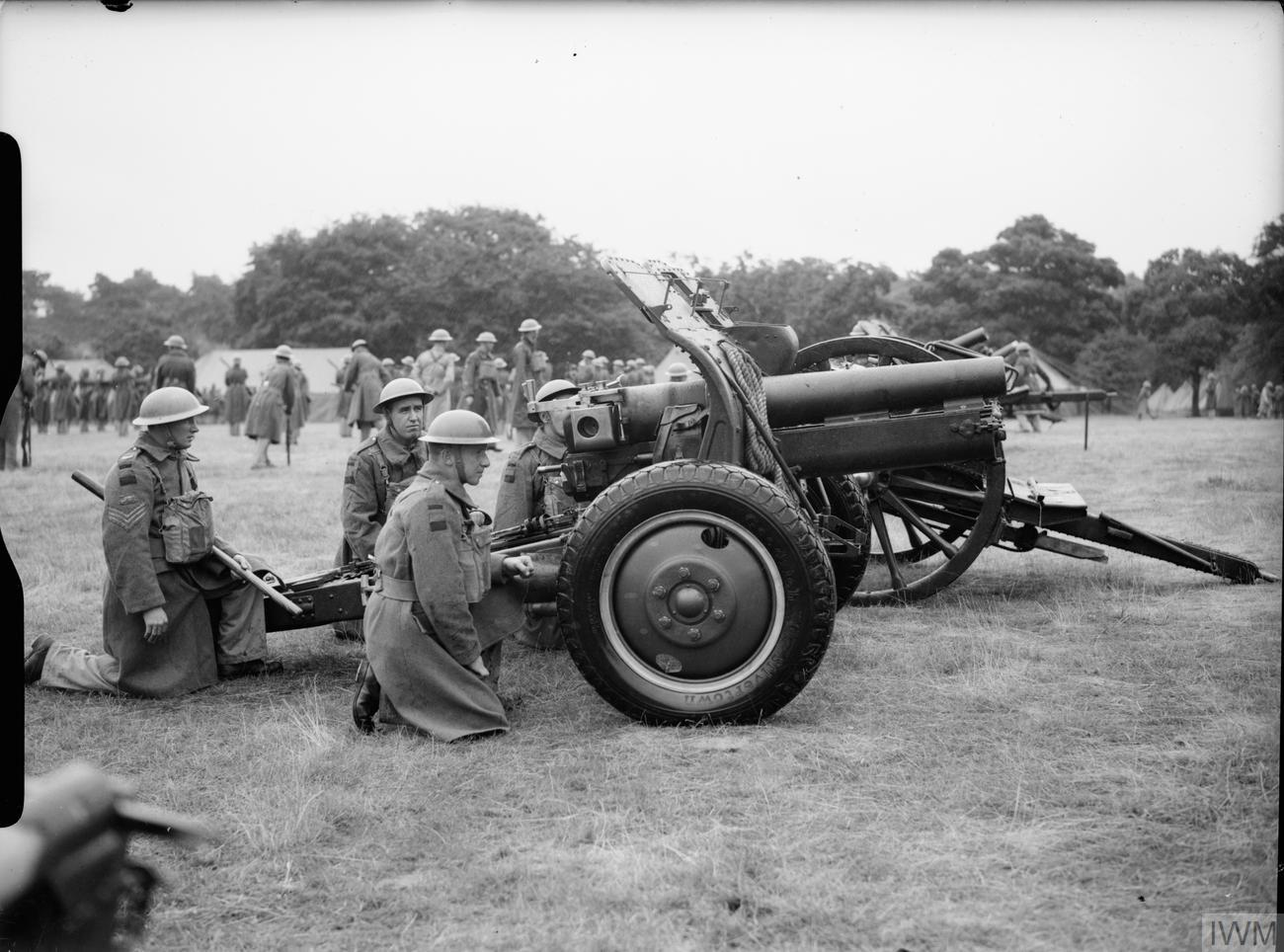
QF 4.5インチ榴弾砲Mk.1P（1940年）

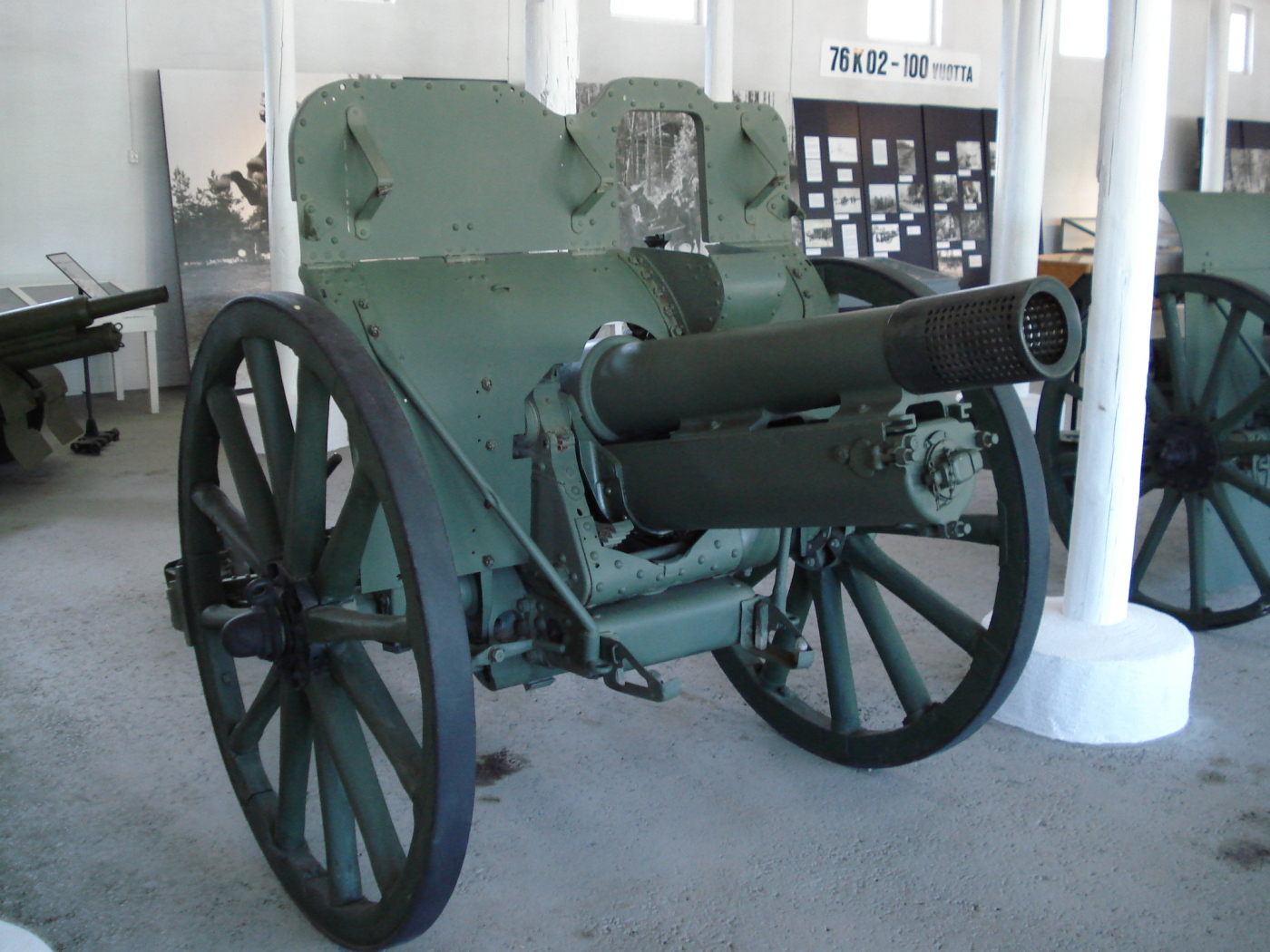
砲口にマズルブレーキを取り付けた、フィンランド軍の114 H/18

第一次世界大戦においてはQF 18ポンド砲3に対して1の割合で配備され、イギリス陸軍やカナダ、オーストラリア、ニュージーランドなど師団砲兵の主力榴弾砲として、イギリス陸軍が活動した全ての戦線で活躍した。
第二次世界大戦においては、1941年から1942年にかけてマレー半島で日本軍との戦闘に投入されている。
アイルランド国防軍にも供与されたが、アイルランド内戦における活動状況は不明。
フィンランドも冬戦争時にイギリスから24門、スペインから30門を導入し、マズルブレーキを装着するなどの小改良を施した上で114 H/18として制式化した。同砲は継続戦争で使用され、赤軍から鹵獲したBT-7快速戦車の砲塔と組み合わせたBT-42も制作されている。